# Изобретение любви
«Изобретение любви» — короткометражный российский анимационный фильм 2010 года, снятый в стиле «лирический стимпанк».

## Сюжет
Молодой человек, живущий в ретрофутуристическом городе, знакомится с девушкой, живущей на природе. Между главными героями вспыхивает чувство. Девушка выходит замуж за героя, и они вместе переселяются в город. Вскоре девушка начинает осознавать, что в городе нет ничего живого. Все вокруг — искусственное, механическое. Единственное сохранившееся в её новом доме напоминание о том мире, где она родилась и выросла — цветок — постепенно увядает, вместе с ним погибает и хозяйка. От отчаяния главный герой создает механическую копию возлюбленной.

## В науке и образовании
- В феврале 2010 фильм был включен в программу курса «История анимации» Колумбийского колледжа Чикаго[англ.] (крупнейшего художественного вуза США) для показа и разбора в сравнении с «Приключениями принца Ахмеда» — первого полнометражного анимационного фильма в истории кинематографа, также выполненного в технике силуэтной анимации[англ.].
- 10 апреля 2011 Воздействие «Изобретения любви» на зрителей станет объектом исследования Венгерской академии наук.
- 05 февраля 2011 «Изобретение любви» Андрея Шушкова включено в программу курса «История анимации» Columbia College Chicago.

## Оценки
- 09 февраля 2011 «Изобретение любви» вдохновило аргентинского композитора на творчество.
- 19 января 2011 Клип «In Arms» для David’s Lyre (UK) от Кинокомпании HHG и А.Шушкова. Guardian: «beautifully animated video».

## Премьеры и показы
- 25 августа 2010 Анимационный фильм «Invention of Love» — новинка в фестивальном пакете Кинокомпании HHG.
- 26 августа 2010 В День российского кино — «Invention of Love» — для скачивания на HHG.ru.
- 08 декабря 2010 Новый кинотеатр откроется показом мультфильма «Изобретение любви» от компании HHG.
- 02 февраля 2011 «Изобретение любви» и «Высокие чувства» на большом экране.

### Показы на фестивалях
- 09 сентября 2010 «Invention of Love» — в конкурсе анимационных фильмов фестиваля «АРТкино».
- 07 октября 2010 Показ «Invention of Love», «Жизнь после» и «Высокие чувства» на фестивале «Кинозрение» в Уфе.
- 08 октября 2010 «Invention of Love» Андрея Шушкова — в конкурсной программе Международного фестиваля ВГИК.
- 02 декабря 2010 «Изобретение любви» Андрея Шушкова — на фестивале «Мультивидение».
- 07 марта 2011 «Изобретение любви» — в конкурсной программе кинофестиваля «Святая Анна».
- 19 апреля 2011 «Изобретение любви» на DVD-сборнике 3-го фестиваля «Арткино».
- 11 мая 2011 HHG на 64-м Каннском фестивале, «Изобретение любви» — в Русском павильоне.
- 23 мая 2011 «Изобретение любви» — на V фестивале «Зеркало».

## Награды
- Лучший анимационный фильм — Казанский фестиваль мусульманского кино / Фестиваль любительского кино, Казань (2010)
- Video Award — Render.ru, Москва/Санкт-Петербург (2010)